# Botafumeiro

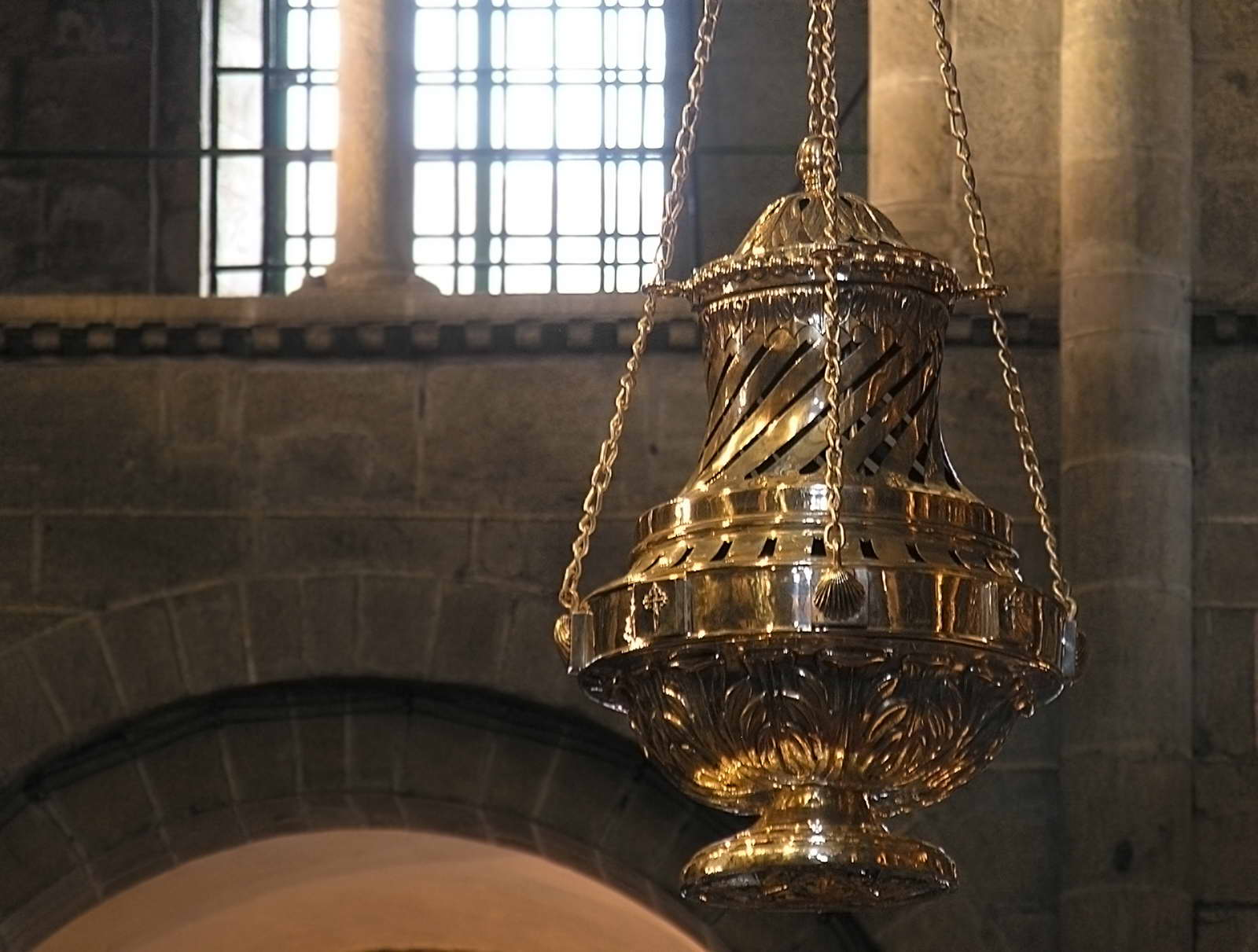
Botafumeiro de la Catedral de Santiago

El botafumeiro (literalmente 'echador de humo', en gallego) es uno de los símbolos más conocidos y populares de la catedral de Santiago de Compostela, Galicia (España). Es un enorme incensario bañado en plata que pesa 62 kilogramos vacío y mide 1,49 metros de altura. El botafumeiro anterior pesaba 53 kg, pero en el año 2006, durante las labores de restauración dirigidas por Luis Molina Acedo, se le añadió un baño de plata que incrementó su peso hasta los 62 kg de la actualidad. La cuerda que lo sostiene, atada al crucero de la catedral, es, en la actualidad, de un material sintético, tiene una longitud de 65 m, 5 centímetros de diámetro y pesa 90 kg. Anteriormente las cuerdas estaban hechas de cáñamo o esparto. 
El botafumeiro se llena con unos 400 gr de carbón e incienso, después se ata con fuertes nudos a una larga cuerda que va hasta el techo del edificio, y se desplaza, mediante un mecanismo de tornos, por la nave transversal (transepto) de la catedral; para conseguirlo, un grupo de ocho hombres, que reciben el nombre de tiraboleiros, lo empujan primero para ponerlo en movimiento, y después tiran cada uno de un cabo de la cuerda para ir consiguiendo velocidad. Antiguamente el impulso y la parada del mismo se llevaba a cabo por el tiraboleiro mayor, que además era el que marcaba el ritmo del impulso. En la actualidad esta figura ya no existe.
El movimiento del botafumeiro puede alcanzar una velocidad de 68 km/h durante su desplazamiento por el crucero de la catedral, desde la puerta de la Azabachería a la puerta de las Platerías, describiendo un arco de 65 m y una altura máxima de 21 m (un ángulo de 82°). Para llegar a esta altura máxima se necesitan 17 recorridos completos. Debido a la velocidad y el peso puede adquirir una enorme energía. A causa de ello, en épocas pasadas hubo desprendimientos de la cuerda. En 1499 se desprendió el botafumeiro y salió por la Puerta de Platerías, en presencia de Catalina de Aragón, que estaba de visita en Santiago. Similares situaciones ocurrieron en 1622 y 1937. En ninguna ocasión hubo víctimas por el desprendimiento. En la actualidad se mantiene despejado parte del presbiterio en el crucero de la catedral durante el vuelo del botafumeiro para que los feligreses y visitantes accedan hasta un lugar seguro y puedan contemplar la maniobra. 
El botafumeiro más antiguo se utiliza en las misas solemnes. Cuando el original está siendo restaurado se usa una réplica de plata obsequio de los Alféreces Provisionales a la Catedral en 1971. El resto de los días queda expuesto un peso, realizado en alpaca, que se conoce con el nombre de la alcachofa.

## Historia

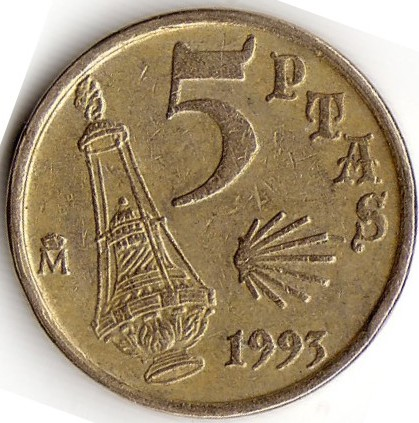
Moneda de 5 pesetas (1993), con un grabado del incensario compostelano

Según la tradición, el uso del incensario en la catedral de Santiago comenzó en el siglo XI, con la idea de perfumar el templo y eliminar el mal olor que dejaban los peregrinos, cansados, sudorosos y desaseados y muchos de ellos enfermos. En el año 1200 se cambió el sistema inicial de poleas por un sistema de rodaduras que permitía el desplazamiento lateral, con lo cual podía recorrer unos 150 cm, que era la distancia que permitía la cuerda. El rey Luis XI de Francia donó a la catedral en 1400 una suma de dinero para reemplazar el incensario medieval, que no se realizó hasta 1554. El mecanismo de rodadura actual del Botafumeiro se instaló en 1604. El nuevo incensario fue realizado completamente en plata, pero fue robado por las tropas de Napoleón en abril de 1809 durante la Guerra de la Independencia, siendo reemplazado por el actual, que fue fabricado por el orfebre José Losada en 1851, en latón bañado en plata, y otro botafumeiro de plata, de 54 kilogramos, regalado a la Catedral de Santiago por la Hermandad de Alféreces Provisionales en 1971 y que se expone en la biblioteca del museo catedralicio. Ambos son réplicas del desaparecido durante la invasión napoleónica.
Una indicación de la importancia simbólica del botafumeiro en España es el diseño de las monedas de 5 pesetas del año 1993, con un grabado del incensario compostelano.

## Origen
Al igual que otros incensarios de las iglesias, tiene un origen litúrgico. Sin embargo, éste es especialmente grande debido a la gran cantidad de peregrinos que llegan a Santiago.
Hay que pensar que la catedral de Santiago, como todas las de peregrinación, permitía a los peregrinos dormir en el interior, lo que provocaba un olor muy desagradable. De ahí la necesidad de tener un incensario tan grande.

## Cuándo se puede ver funcionar el botafumeiro
Tradicionalmente, el botafumeiro podía verse todos los domingos en la misa de mediodía, y, cuando era Año Santo Compostelano, todos los días en la Misa del Peregrino. 
La restauración de la pieza y el cambio de la soga evidenciaron la suciedad acumulada en el mismo y el desgaste de la cuerda causado por el uso, por lo que el Cabildo de la Catedral decidió restringir el número de vuelos del botafumeiro. En la actualidad puede verse únicamente en doce fechas al año, entre las que se incluye, evidentemente, el día de Santiago. Cuando es Año Santo Compostelano, puede verse todos los domingos en la misa de mediodía. A mayores, y entendiendo el Cabildo que el vuelo del botafumeiro entraña unos gastos de mantenimiento, y para concienciar a la sociedad de ello y de que se trata de una ofrenda y no de un espectáculo, el botafumeiro puede verse en funcionamiento en cualquier misa, ya sea ordinaria o solicitada a petición de fieles o de peregrinos, previo pago de 500 euros. 
Fechas en las que se puede ver el botafumeiro en funcionamiento:
- 6 de enero, Epifanía del Señor
- Domingo de Resurrección
- Ascensión del Señor
- Pentecostés
- 23 de mayo, aniversario de la batalla de Clavijo
- 25 de julio, festividad de Santiago Apóstol
- 15 de agosto, Asunción de Nuestra Señora
- 1 de noviembre, Todos los Santos
- Solemnidad de Cristo Rey, domingo anterior al primero de Adviento
- 8 de diciembre, Inmaculada Concepción
- 25 de diciembre, Navidad
- 30 de diciembre, Traslación del Santo Apóstol